# Labena jacunda
Labena jacunda là một loài tò vò trong họ Ichneumonidae.